# Wahlkreis Belluno (Camera dei deputati)
Der Wahlkreis Belluno war von 1993 bis 2005 und ist seit 2017 wieder ein Wahlkreis (italienisch collegio elettorale) für die Wahl der Abgeordnetenkammer.

## Von 1993 bis 2005

### Wahlkreisgebiet
Der Wahlkreis umfasste 36 Gemeinden: Auronzo di Cadore, Belluno, Borca di Cadore, Calalzo di Cadore, Castello Lavazzo, Chies d’Alpago, Cibiana di Cadore, Colle Santa Lucia, Comelico Superiore, Cortina d’Ampezzo, Danta di Cadore, Domegge di Cadore, Farra d’Alpago, Forno di Zoldo, Livinallongo del Col di Lana, Longarone, Lorenzago di Cadore, Lozzo di Cadore, Ospitale di Cadore, Perarolo di Cadore, Pieve d’Alpago, Pieve di Cadore, Ponte nelle Alpi, Puos d’Alpago, San Nicolò di Comelico, San Pietro di Cadore, San Vito di Cadore, Santo Stefano di Cadore, Sappada, Soverzene, Tambre, Valle di Cadore, Vigo di Cadore, Vodo di Cadore, Zoldo Alto und Zoppè di Cadore.

### Wahlergebnisse

#### Parlamentswahl 1994

##### Direktstimmen
| Kandidaten               | Kandidaten         | Parteien                                 | Stimmen | %    |
| ------------------------ | ------------------ | ---------------------------------------- | ------- | ---- |
|                          | Paolo Bampogewählt | Polo delle Libertà (FI – LN – CCD – UdC) | 39.864  | 53,0 |
|                          | Marco Perale       | Patto per l’Italia                       | 14.207  | 18,9 |
|                          | Bruna Sartena      | Progressisti                             | 13.306  | 17,7 |
|                          | Guido De Zordo     | Alleanza Nazionale                       | 7.807   | 10,4 |
| Gesamt                   | Gesamt             | Gesamt                                   | 75.184  | 100  |
|                          |                    |                                          |         |      |
| Ungültige Stimmen        | Ungültige Stimmen  | Ungültige Stimmen                        | 3.752   | 4,8  |
| Wähler                   | Wähler             | Wähler                                   | 78.936  | 82,5 |
| Wahlberechtigte          | Wahlberechtigte    | Wahlberechtigte                          | 95.627  |      |
|                          |                    |                                          |         |      |
| Quelle: Innenministerium |                    |                                          |         |      |

##### Listenstimmen
| Parteien                             | Parteien              | Parteien                           | Stimmen | %    |
| ------------------------------------ | --------------------- | ---------------------------------- | ------- | ---- |
|                                      | Polo delle Libertà    | Lega Nord                          | 23.671  | 31,5 |
| Forza Italia                         | Polo delle Libertà    | 16.373                             | 21,8    |      |
| ↳ Gesamt                             | Polo delle Libertà    | 40.044                             | 53,4    |      |
|                                      | Progressisti          | Partito Democratico della Sinistra | 7.317   | 9,8  |
| Partito della Rifondazione Comunista | Progressisti          | 3.093                              | 4,1     |      |
| Federazione dei Verdi                | Progressisti          | 2.636                              | 3,5     |      |
| Partito Socialista Italiano          | Progressisti          | 1.973                              | 2,6     |      |
| ↳ Gesamt                             | Progressisti          | 15.019                             | 20,0    |      |
|                                      | Patto per l’Italia    | Partito Popolare Italiano          | 11.365  | 15,1 |
|                                      | Alleanza Nazionale    | Alleanza Nazionale                 | 6.400   | 8,5  |
|                                      | Lega Autonomia Veneta | Lega Autonomia Veneta              | 2.204   | 2,9  |
| Gesamt                               | Gesamt                | Gesamt                             | 75.032  | 100  |
|                                      |                       |                                    |         |      |
| Ungültige Stimmen                    | Ungültige Stimmen     | Ungültige Stimmen                  | 3.892   | 4,9  |
| Wähler                               | Wähler                | Wähler                             | 78.924  | 82,5 |
| Wahlberechtigte                      | Wahlberechtigte       | Wahlberechtigte                    | 95.627  |      |
|                                      |                       |                                    |         |      |
| Quelle: Innenministerium             |                       |                                    |         |      |

#### Parlamentswahl 1996

##### Direktstimmen
| Kandidaten               | Kandidaten         | Parteien                        | Stimmen | %    |
| ------------------------ | ------------------ | ------------------------------- | ------- | ---- |
|                          | Paolo Bampogewählt | Lega Nord                       | 26.651  | 37,0 |
|                          | Giulio Tremonti    | Polo per le Libertà             | 24.163  | 33,6 |
|                          | Paolo Garna        | L’Ulivo – Lega Autonomia Veneta | 21.206  | 29,4 |
| Gesamt                   | Gesamt             | Gesamt                          | 72.020  | 100  |
|                          |                    |                                 |         |      |
| Ungültige Stimmen        | Ungültige Stimmen  | Ungültige Stimmen               | 3.561   | 4,7  |
| Wähler                   | Wähler             | Wähler                          | 75.581  | 78,2 |
| Wahlberechtigte          | Wahlberechtigte    | Wahlberechtigte                 | 96.612  |      |
|                          |                    |                                 |         |      |
| Quelle: Innenministerium |                    |                                 |         |      |

##### Listenstimmen
| Parteien                                          | Parteien                             | Parteien                             | Stimmen | %    |
| ------------------------------------------------- | ------------------------------------ | ------------------------------------ | ------- | ---- |
|                                                   | Lega Nord                            | Lega Nord                            | 27.176  | 37,6 |
|                                                   | Polo per le Libertà                  | Forza Italia                         | 15.802  | 21,8 |
| Alleanza Nazionale                                | Polo per le Libertà                  | 6.689                                | 9,2     |      |
| CCD – CDU                                         | Polo per le Libertà                  | 2.583                                | 3,6     |      |
| ↳ Gesamt                                          | Polo per le Libertà                  | 25.074                               | 34,7    |      |
|                                                   | L’Ulivo                              | Partito Democratico della Sinistra   | 5.891   | 8,1  |
| Rinnovamento Italiano                             | L’Ulivo                              | 5.078                                | 7,0     |      |
| Popolari per Prodi (PPI – SVP – PRI – UD – Prodi) | L’Ulivo                              | 4.165                                | 5,8     |      |
| Federazione dei Verdi                             | L’Ulivo                              | 1.525                                | 2,1     |      |
| ↳ Gesamt                                          | L’Ulivo                              | 16.659                               | 23,0    |      |
|                                                   | Partito della Rifondazione Comunista | Partito della Rifondazione Comunista | 3.423   | 4,7  |
| Gesamt                                            | Gesamt                               | Gesamt                               | 72.332  | 100  |
|                                                   |                                      |                                      |         |      |
| Ungültige Stimmen                                 | Ungültige Stimmen                    | Ungültige Stimmen                    | 3.249   | 4,3  |
| Wähler                                            | Wähler                               | Wähler                               | 75.581  | 78,2 |
| Wahlberechtigte                                   | Wahlberechtigte                      | Wahlberechtigte                      | 96.612  |      |
|                                                   |                                      |                                      |         |      |
| Quelle: Innenministerium                          |                                      |                                      |         |      |

#### Parlamentswahl 2001

##### Direktstimmen
| Kandidaten               | Kandidaten              | Parteien           | Stimmen | %    |
| ------------------------ | ----------------------- | ------------------ | ------- | ---- |
|                          | Maurizio Panizgewählt   | Casa delle Libertà | 29.964  | 44,5 |
|                          | Maurizio Fistarol       | L’Ulivo            | 27.730  | 41,2 |
|                          | Piero Perera            | Liga Fronte Veneto | 3.564   | 5,3  |
|                          | Carlo Gustavo Giuliana  | Lista Di Pietro    | 2.888   | 4,3  |
|                          | Giorgino Piller Puicher | Democrazia Europea | 1.602   | 2,4  |
|                          | Claudia Di Grazia       | Fiamma Tricolore   | 1.551   | 2,3  |
| Gesamt                   | Gesamt                  | Gesamt             | 67.299  | 100  |
|                          |                         |                    |         |      |
| Ungültige Stimmen        | Ungültige Stimmen       | Ungültige Stimmen  | 4.319   | 6,0  |
| Wähler                   | Wähler                  | Wähler             | 71.618  | 74,3 |
| Wahlberechtigte          | Wahlberechtigte         | Wahlberechtigte    | 96.450  |      |
|                          |                         |                    |         |      |
| Quelle: Innenministerium |                         |                    |         |      |

##### Listenstimmen
| Parteien                       | Parteien                             | Parteien                               | Stimmen | %    |
| ------------------------------ | ------------------------------------ | -------------------------------------- | ------- | ---- |
|                                | Casa delle Libertà                   | Forza Italia                           | 21.434  | 31,9 |
| Lega Nord                      | Casa delle Libertà                   | 5.768                                  | 8,6     |      |
| Alleanza Nazionale             | Casa delle Libertà                   | 4.667                                  | 6,9     |      |
| CCD – CDU                      | Casa delle Libertà                   | 1.414                                  | 2,1     |      |
| Nuovo PSI                      | Casa delle Libertà                   | 416                                    | 0,6     |      |
| ↳ Gesamt                       | Casa delle Libertà                   | 33.699                                 | 50,1    |      |
|                                | L’Ulivo                              | La Margherita (Dem – PPI – RI – Udeur) | 20.170  | 30,0 |
| Democratici di Sinistra        | L’Ulivo                              | 2.502                                  | 3,7     |      |
| Il Girasole (FdV – SDI)        | L’Ulivo                              | 706                                    | 1,0     |      |
| Partito dei Comunisti Italiani | L’Ulivo                              | 481                                    | 0,7     |      |
| ↳ Gesamt                       | L’Ulivo                              | 23.859                                 | 35,5    |      |
|                                | Lista Di Pietro                      | Lista Di Pietro                        | 3.100   | 4,6  |
|                                | Partito della Rifondazione Comunista | Partito della Rifondazione Comunista   | 1.983   | 2,9  |
|                                | Lista Emma Bonino                    | Lista Emma Bonino                      | 1.613   | 2,4  |
|                                | Liga Fronte Veneto                   | Liga Fronte Veneto                     | 1.434   | 2,1  |
|                                | Fiamma Tricolore                     | Fiamma Tricolore                       | 844     | 1,3  |
|                                | Democrazia Europea                   | Democrazia Europea                     | 644     | 1,0  |
|                                | Abolizione Scorporo                  | Abolizione Scorporo                    | 56      | 0,1  |
|                                | Paese Nuovo                          | Paese Nuovo                            | 42      | 0,1  |
| Gesamt                         | Gesamt                               | Gesamt                                 | 67.274  | 100  |
|                                |                                      |                                        |         |      |
| Ungültige Stimmen              | Ungültige Stimmen                    | Ungültige Stimmen                      | 4.345   | 6,1  |
| Wähler                         | Wähler                               | Wähler                                 | 71.619  | 74,3 |
| Wahlberechtigte                | Wahlberechtigte                      | Wahlberechtigte                        | 96.450  |      |
|                                |                                      |                                        |         |      |
| Quelle: Innenministerium       |                                      |                                        |         |      |

## Von 2017 bis 2020

### Wahlkreisgebiet
Der Wahlkreis umfasste Gemeinden: 

### Wahlergebnisse

#### Parlamentswahl 2018
| Kandidaten               | Kandidaten            | Stimmen | %    | Listen                              | Stimmen | %    |
| ------------------------ | --------------------- | ------- | ---- | ----------------------------------- | ------- | ---- |
|                          | Mirco Badolegewählt   | 54.823  | 46,7 | Lega                                | 34.510  | 29,4 |
| Forza Italia             | Mirco Badolegewählt   | 54.823  | 46,7 | 12.713                              | 10,8    |      |
| Fratelli d’Italia        | Mirco Badolegewählt   | 54.823  | 46,7 | 6.863                               | 5,8     |      |
| Noi con l’Italia – UDC   | Mirco Badolegewählt   | 54.823  | 46,7 | 737                                 | 0,6     |      |
|                          | Roger De Menech       | 26.907  | 22,9 | Partito Democratico                 | 22.089  | 18,8 |
| +Europa                  | Roger De Menech       | 26.907  | 22,9 | 3.573                               | 3,0     |      |
| Italia Europa Insieme    | Roger De Menech       | 26.907  | 22,9 | 751                                 | 0,6     |      |
| Civica Popolare          | Roger De Menech       | 26.907  | 22,9 | 494                                 | 0,4     |      |
|                          | Rocco Bianco          | 26.298  | 22,4 | Movimento 5 Stelle                  | 26.298  | 22,4 |
|                          | Alessandra Buzzo      | 3.896   | 3,3  | Liberi e Uguali                     | 3.896   | 3,3  |
|                          | Giancarlo Garna       | 1.187   | 1,0  | Potere al Popolo!                   | 1.187   | 1,0  |
|                          | Chiara De Vettor      | 1.010   | 0,9  | CasaPound Italia                    | 1.010   | 0,9  |
|                          | Giuseppe De Cet       | 897     | 0,8  | Italia agli Italiani (FT – FN)      | 897     | 0,8  |
|                          | Bruno Roma            | 839     | 0,7  | Il Popolo della Famiglia            | 839     | 0,7  |
|                          | Fabrizia Zammatteo    | 594     | 0,5  | Partito Valore Umano                | 594     | 0,5  |
|                          | Loretta Bozzato       | 544     | 0,5  | Grande Nord                         | 544     | 0,5  |
|                          | Lavinia Colonna Preti | 362     | 0,3  | 10 Volte Meglio                     | 362     | 0,3  |
|                          | Luigi Fristachi       | 127     | 0,1  | Partito Repubblicano Italiano – ALA | 127     | 0,1  |
| Gesamt                   | Gesamt                | 117.484 | 100  |                                     | 117.484 | 100  |
|                          |                       |         |      |                                     |         |      |
| Ungültige Stimmen        | Ungültige Stimmen     | 4.220   | 3,5  |                                     |         |      |
| Wähler                   | Wähler                | 121.704 | 74,1 |                                     |         |      |
| Wahlberechtigte          | Wahlberechtigte       | 164.146 |      |                                     |         |      |
|                          |                       |         |      |                                     |         |      |
| Quelle: Innenministerium |                       |         |      |                                     |         |      |

## Seit 2020

### Wahlkreisgebiet
| Wahlkreise – Camera dei deputati – Venetien | Wahlkreise – Camera dei deputati – Venetien | Wahlkreise – Camera dei deputati – Venetien                                                             |
| Provinz                                     | Provinz                                     | Gemeinden nach Provinzen ⮞ Wahlkreis                                                                    |
| ------------------------------------------- | ------------------------------------------- | --- |
|                                             | Metropolitanstadt Venedig (44 Gemeinden)    | 17 ⮞ Wahlkreis Venedig 27 ⮞ Wahlkreis Chioggia                                                          |
|                                             | Provinz Belluno (61 Gemeinden)              | alle ⮞ Wahlkreis Belluno                                                                                |
|                                             | Provinz Padua (102 Gemeinden)               | 25 ⮞ Wahlkreis Padua 41 ⮞ Wahlkreis Selvazzano Dentro 36 ⮞ Wahlkreis Rovigo                             |
|                                             | Provinz Rovigo (50 Gemeinden)               | alle ⮞ Wahlkreis Rovigo                                                                                 |
|                                             | Provinz Treviso (94 Gemeinden)              | 36 ⮞ Wahlkreis Treviso 41 ⮞ Wahlkreis Castelfranco Veneto 16 ⮞ Wahlkreis Belluno 1 ⮞ Wahlkreis Chioggia |
|                                             | Provinz Verona (98 Gemeinden)               | 41 ⮞ Wahlkreis Verona 57 ⮞ Wahlkreis Villafranca di Verona                                              |
|                                             | Provinz Vicenza (114 Gemeinden)             | 51 ⮞ Wahlkreis Vicenza 63 ⮞ Wahlkreis Bassano del Grappa                                                |

Der Wahlkreis umfasst 77 Gemeinden:
- alle 61 Gemeinden der Provinz Belluno;
- 16 Gemeinden der Provinz Treviso.

### Wahlergebnisse

#### Parlamentswahl 2022
| Kandidaten                          | Kandidaten               | Stimmen | %    | Listen                                                  | Stimmen | %    |
| ----------------------------------- | ------------------------ | ------- | ---- | ------------------------------------------------------- | ------- | ---- |
|                                     | Ingrid Bisagewählt       | 91.220  | 55,0 | Fratelli d’Italia                                       | 55.166  | 33,3 |
| Lega per Salvini Premier            | Ingrid Bisagewählt       | 91.220  | 55,0 | 23.076                                                  | 13,9    |      |
| Forza Italia                        | Ingrid Bisagewählt       | 91.220  | 55,0 | 9.927                                                   | 6,0     |      |
| Noi Moderati                        | Ingrid Bisagewählt       | 91.220  | 55,0 | 3.051                                                   | 1,8     |      |
|                                     | Maria Teresa Cassol      | 40.318  | 24,3 | Partito Democratico – Italia Democratica e Progressista | 28.146  | 17,0 |
| Alleanza Verdi e Sinistra           | Maria Teresa Cassol      | 40.318  | 24,3 | 6.089                                                   | 3,7     |      |
| +Europa                             | Maria Teresa Cassol      | 40.318  | 24,3 | 5.573                                                   | 3,4     |      |
| Impegno Civico – Centro Democratico | Maria Teresa Cassol      | 40.318  | 24,3 | 510                                                     | 0,3     |      |
|                                     | Marco Griguolo           | 13.221  | 8,0  | Azione – Italia Viva                                    | 13.221  | 8,0  |
|                                     | Elena Quaranta           | 7.979   | 4,8  | Movimento 5 Stelle                                      | 7.979   | 4,8  |
|                                     | Daniele Trabucco         | 5.151   | 3,1  | Italexit per l’Italia                                   | 5.151   | 3,1  |
|                                     | Maria Francesca Salvador | 3.159   | 1,9  | Vita                                                    | 3.159   | 1,9  |
|                                     | Carolina Patierno        | 2.335   | 1,4  | Italia Sovrana e Popolare                               | 2.335   | 1,4  |
|                                     | Carlotta De Longhi       | 1.773   | 1,1  | Unione Popolare                                         | 1.773   | 1,1  |
|                                     | Francesco Furlan         | 751     | 0,5  | Alternativa per l’Italia (PdF – Exit)                   | 751     | 0,5  |
| Gesamt                              | Gesamt                   | 165.907 | 100  |                                                         | 165.907 | 100  |
|                                     |                          |         |      |                                                         |         |      |
| Ungültige Stimmen                   | Ungültige Stimmen        | 8.388   | 4,8  |                                                         |         |      |
| Wähler                              | Wähler                   | 174.295 | 65,7 |                                                         |         |      |
| Wahlberechtigte                     | Wahlberechtigte          | 265.455 |      |                                                         |         |      |
|                                     |                          |         |      |                                                         |         |      |
| Quelle: Innenministerium            |                          |         |      |                                                         |         |      |